# Henri Rousseau
Henri Julien Félix Rousseau anomenat el Duaner Rousseau (Rousseau le Douanier), va néixer el 21 de maig de 1844 a Laval i va morir el 2 de setembre de 1910 a París. Va ser un pintor francès famós per les seves pintures d'estil naïf.

## Biografia
Va ser el quart dels cinc fills d'un calderer i la seva infantesa es va veure marcada pel progressiu declivi econòmic de la família. Va estudiar i el 1863 es va posar a treballar per a un advocat a Angers. Aquest mateix any s'allista a l'exèrcit per evitar que el tanquin en un correccional a causa d'un petit furt. Passa un mes a la presó, i seguidament serveix a la infanteria tocant el saxofon a la banda durant set anys. No pren part en la campanya de Mèxic que dona suport a l'emperador Maximilià d'Habsburg, però aquest episodi històric li servirà d'inspiració per a les selves exòtiques dels seus quadres. El 1868 mor son pare. Coneix Clémence Boitard i s'hi casa a l'any següent. Tindran set fills.
El 1870 aconsegueix un lloc de funcionari a París, com a funcionari de duanes; d'aquí el sobrenom de Duaner. El 1871 el van ascendir a recaptador. Comença aleshores, relativament tard, la seva carrera de pintor autodidacte. Obté un permís de copista al Museu del Louvre que li permet estudiar a fons les obres dels grans pintors. Intenta exposar al Saló oficial el 1885, però com que no té formació acadèmica no hi és admès; acaba participant en el Saló dels Independents d'aquell mateix any.
La seva dona mor el 1888. L'any següent escriu una obra de teatre: Une visite à l'exposition universelle de 1889. Mentrestant continua participant gairebé cada any al Saló dels Independents. L'any 1891 hi exposarà Surpris!, la seva primera obra sobre la jungla, on es veu un tigre entre una vegetació exuberant. El 1893 deixa la seva feina de funcionari per tal de dedicar-se exclusivament a la pintura. Atès que aquesta dedicació no li aporta ingressos suficients, imparteix classes de violí i escriu obres de teatre. La seva situació econòmica empitjora i l'escriptor Alfred Jarry l'ajuda.
El 1898 es torna a casar, amb Joséphine Noury, però aquesta mor aviat, el 1903. Mentrestant la seva situació financera no millora. Continua pintant quadres exòtics. A poc a poc aconsegueix el reconeixement i l'estimació de pintors avantguardistes com André Derain o Henri Matisse. Es fa amic de Robert Delaunay, Guillaume Apollinaire i Pablo Picasso. Sembla que el 1907 participa en una estafa contra el Banc de França. La seva situació econòmica millora i Henri Rousseau organitza a casa seva revetlles musicals amb la participació d'artistes, poetes, periodistes… Picasso fa un banquet en honor seu.
El 2 de setembre de 1910 mor d'una gangrena a l'hospital Necker de París. Només set persones assisteixen al seu enterrament, entre elles Paul Signac, president de la Societat dels Independents.

## Obra

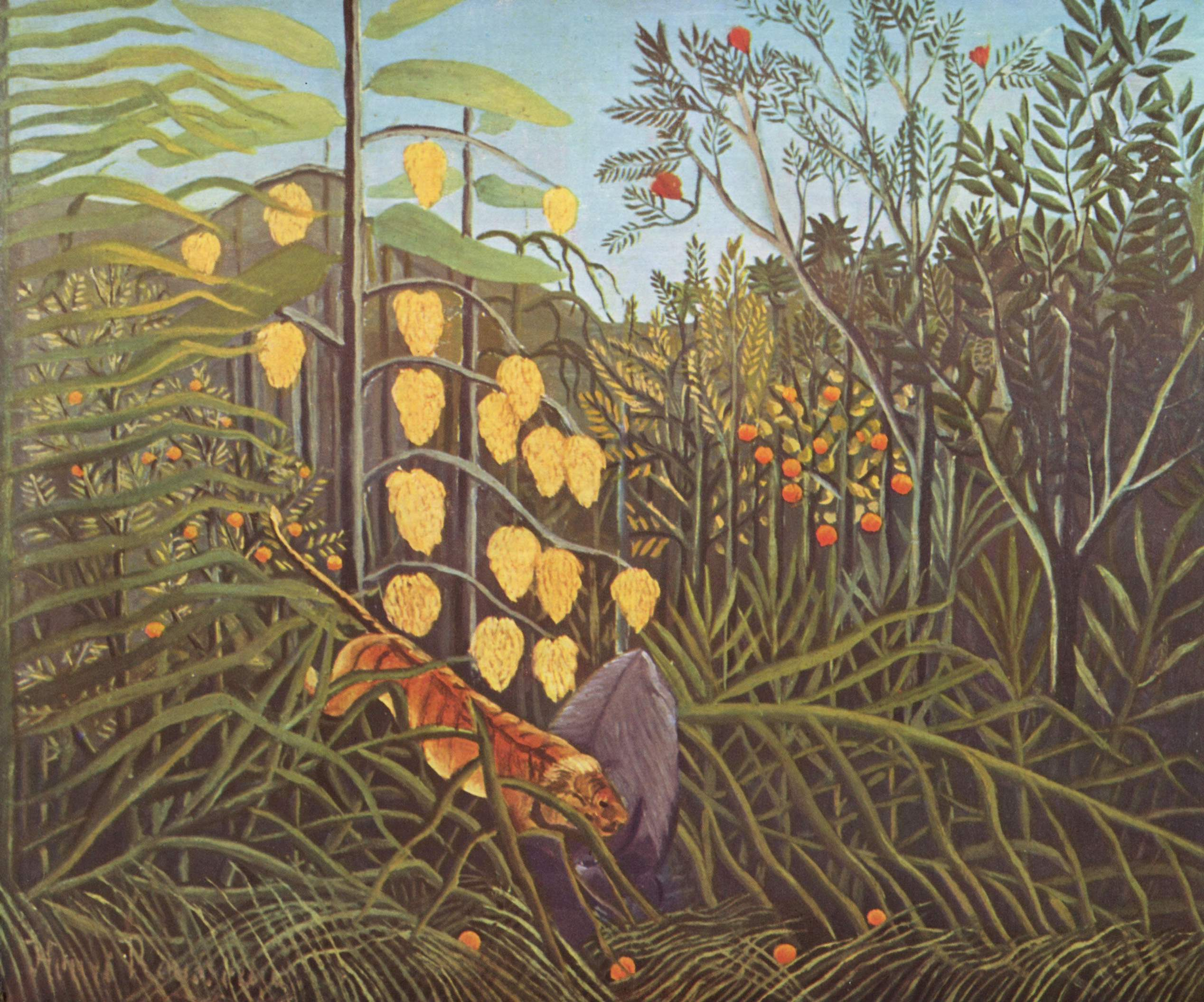
Combat de tigre et buffle, 1891

En la seva pintura, s'esforça per fer coincidir el que veu amb el que sap, i reproduir-ho. En els seus quadres hi ha molts elements exòtics, tot i que Henri Rousseu no va viatjar mai a països llunyans. Tot és imaginat i reconstruït a partir dels jardins de París, en especial del Jardin des Plantes, de fotografies i d'il·lustracions de revistes. Autodidacte, va treballar al marge dels corrents establerts i va obtenir l'admiració dels millors artistes d'avantguarda. Va influir notablement en la pintura naïf.
El seu estil és colorista, amb una refinada gamma cromàtica. La pintura és detallista, amb contorns ben definits. La pintura és plana, l'única sensació de volum la dona el color. En conjunt té una gran potència expressiva.

### Les jungles
És una de les temàtiques més fecundes del pintor, que repeteix fins a la seva mort. L'entorn conté sempre una flora exuberant i totalment inventada (com ho demostren els nombrosos ramells de plàtans que pengen a les branques, o la desproporció dels fullatges). Les escenes són de combats feroços entre una fera i la seva presa (excepte en Tigre combattant un nègre), o de retrats, més apaivagats, d'un gran animal, com en els Singes farceurs. Per plasmar aquests animals es fixava en les feres del Jardin d'Acclimation de París o en fotos de revistes.
En les seves últimes jungles, va incloure-hi personatges (La Charmeuse de serpents i Le Rêve) en harmonia amb la natura. En principi les seves selves van ser criticades per la seva manca de realisme i la seva ingenuïtat, però més tard gaudiran de reconeixement per part de la comunitat artística.

### Els paisatges

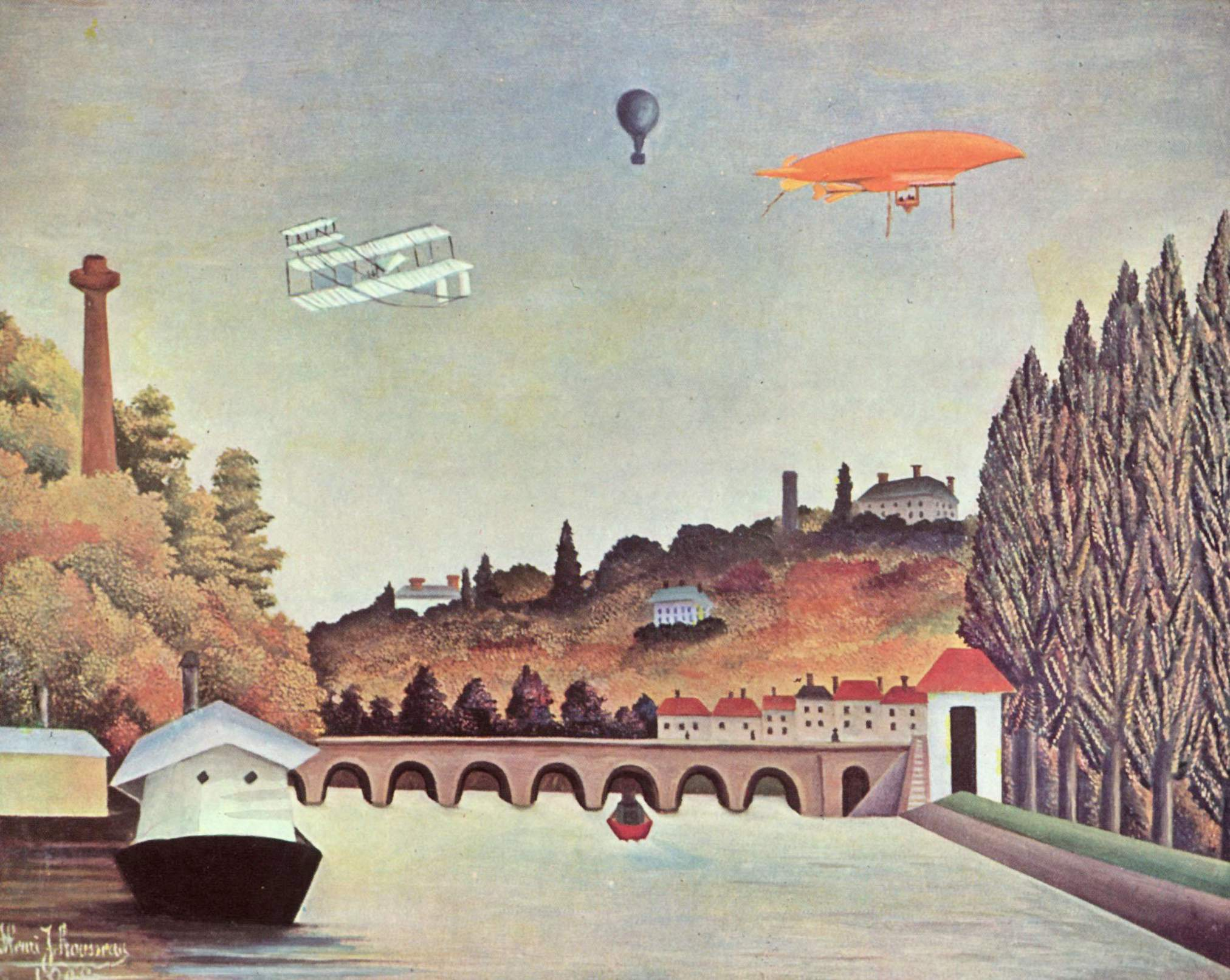
Vue du pont de Sèvres, 1908

N'hi ha de vegetals, intemporals, representen llocs que Henri Rousseau coneix bé (com les ribes de l'Oise). N'hi ha de més urbans que inclouen sovint detalls en relació amb el progrés tècnic del seu temps: dirigibles, pilars telegràfics, ponts metàl·lics, la torre Eiffel…
Aquests paisatges continuen sent, tanmateix, ingenus, sense perspectiva.

### Els retrats
Els personatges són encarcarats, posats de cara (no de perfil), sovint inexpressius. Si n'hi ha més d'un, simplement es juxtaposen. Semblen gegantins en comparació amb els elements de la decoració, potser perquè el pintor no dominava la perspectiva. En efecte, el paisatge és gairebé al mateix pla que el subjecte, amb tots els seus detalls.
Els seus retrats són de personatges sense nom, tot i que a vegades hi ha indicis que permeten identificar la persona, per exemple, Pierre Loti al seu Portrait de M. X (1910, KunstHaus de Zürich). Igualment, el primer retrat realitzat pel pintor, representant una dona que surt d'un bosc, sembla el de la seva primera dona, Clémence.

### Els escrits
Henri Rousseau es va relacionar tant amb pintors com amb escriptors. Entre aquests últims es poden citar, a més a més de Jarry i Apollinaire, Blaise Cendrars i André Breton.
Va escriure diverses obres teatrals: 
- La Venjança d'una òrfena russa, el 1898.
- Una visita a l'exposició de 1899, el 1899.

També és autor d'uns quants textos curts o poemes explicatius sobre les seves obres, sobretot per Bohémienne endormie (1897).

### Obres destacades
| - La gitana dormida - L'encantadora de serps - El casament | - La tartana de compare Junier - Infant amb nina - El lleó famolenc es llança sobre l'antílop | - El vaixell en la tempesta - Els pescadors de canya - La fàbrica de cadires a Alfortville |

## Llegat

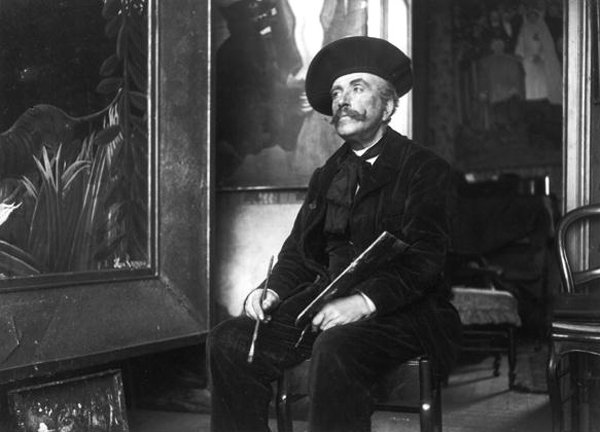
Rousseau el 1907

L'obra de Rousseau va exercir una àmplia influència en diverses generacions d'artistes d'avantguarda, com Pablo Picasso, Jean Hugo, Fernand Léger Jean Metzinger, Max Beckmann i els surrealistes. Segons Roberta Smith, crítica d'art que escriu a The New York Times, «els sorprenents autoretrats de Beckmann, per exemple, descendeixen de les formes brusques i concentrades del retrat de Rousseau de l'escriptor Pierre Loti».
L'any 1911 es va presentar una exposició retrospectiva de les obres de Rousseau al Salon des Indépendants. Els seus quadres també es van mostrar a la primera exposició de Der Blaue Reiter.
Els crítics han assenyalat la influència de Rousseau en la poesia de Wallace Stevens. Vegeu, per exemple, Floral Decorations for Bananas de Stevens a la col·lecció Harmonium.
La poeta estatunidenca Sylvia Plath va ser una gran admiradora de Rousseau, fent referència al seu art, a més d'inspirar-se en les seves obres en la seva poesia. El poema Yadwigha, on a Red Couch, Among Lilies (1958) es basa en la seva pintura, El somni, mentre que el poema Snakecharmer (1957) es basa en la seva pintura The Snake Charmer.
La cançó The Jungle Line, de Joni Mitchell, es basa en una pintura de Rousseau.
L'artista de còmics underground Bill Griffith va dibuixar un esbós biogràfic de quatre pàgines de Rousseau, A Couch in the Sun, que es va incloure al número 2 de l’antologia Arcade.
L'estil visual de la pel·lícula d'animació de Michel Ocelot de 1998, Kirikú i la bruixa, està en part inspirat en Rousseau, especialment en la representació de la vegetació de la selva.
Una pintura de Rousseau es va utilitzar com a inspiració per a la pel·lícula d'animació Madagascar del 2005.
La pintura de Rousseau de 1908 Fight Between a Tiger and a Buffalo es va utilitzar com a inspiració per a una sèrie d'anuncis del 2021 sobre el canvi de marca de Facebook a l'empresa Meta.

## Exposicions
El 1984–85 es van fer dues exposicions importants de museus de la seva obra (a París, al Grand Palais; i a Nova York, al Museu d'Art Modern) i el 2001 (Tübingen, Alemanya). «Aquests esforços van contrarestar la persona de l'humil i inconscient naïf detallant la seva assegurada determinació i van fer un seguiment de l'àmplia influència que el seu treball va exercir en diverses generacions d'artistes d'avantguarda», va escriure la crítica Roberta Smith en una ressenya d'una exposició posterior.
Una gran exposició de la seva obra, Henri Rousseau: Jungles a París, es va exhibir a la Tate Modern del 3 de novembre de 2005 al 5 de febrer de 2006, organitzada per la Tate i el Museu d'Orsay, on també es va presentar la mostra. L'exposició, que inclou 48 de les seves pintures, es va exhibir a la National Gallery of Art de Washington del 16 de juliol al 15 d'octubre de 2006 i al Grand Palais de París del 15 de març al 19 de juny de 2006.

## Galeria

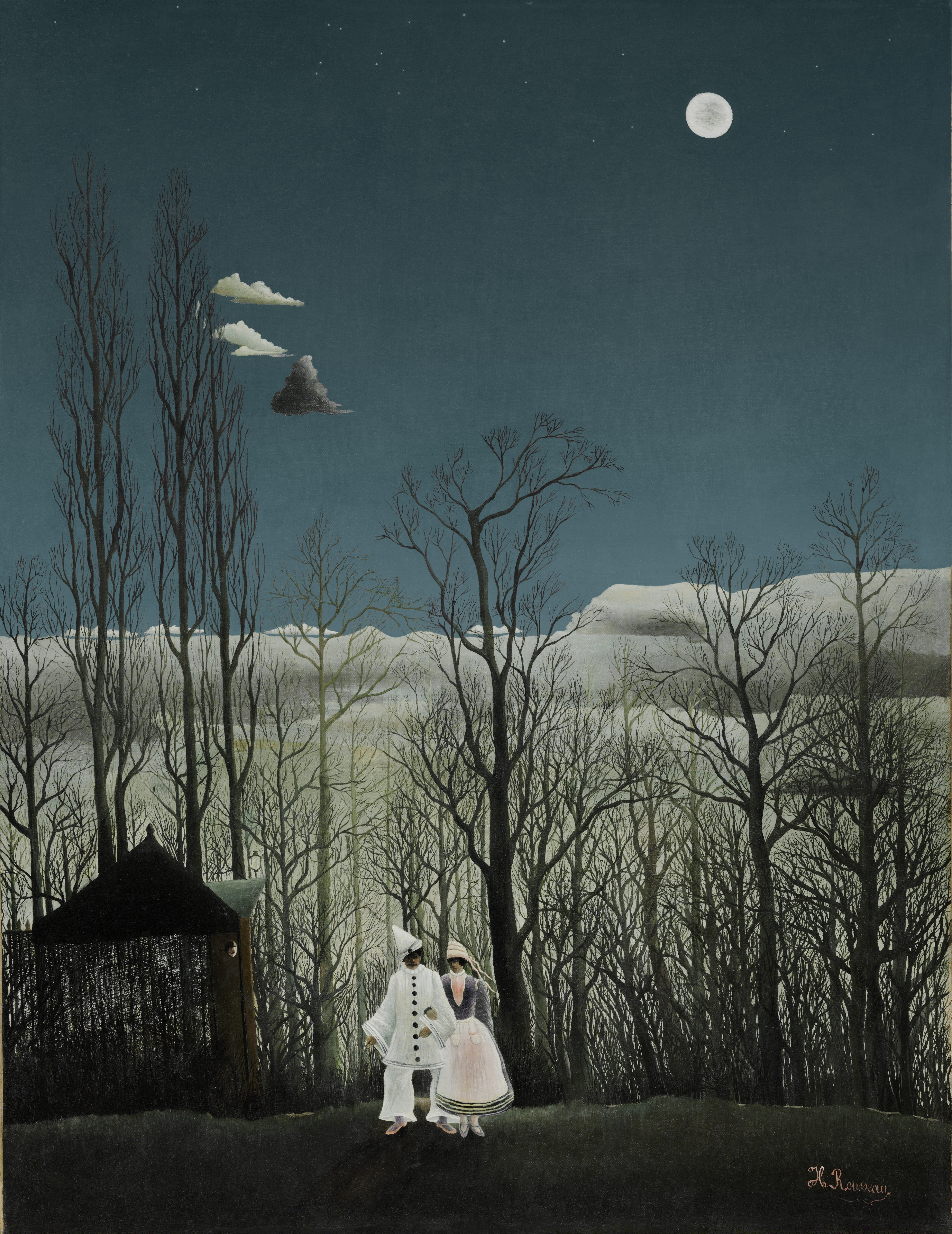
A Carnival Evening, 1886, Museu d'Art de Filadèlfia, Filadèlfia, PA
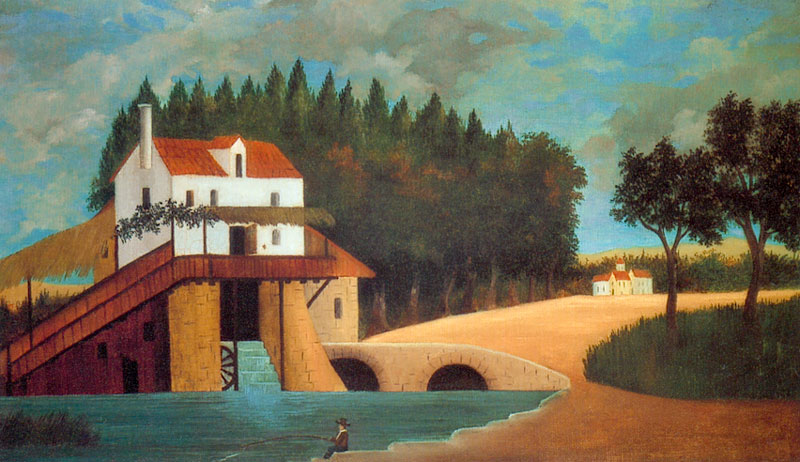
Le Moulin (El molí), c. 1896, Museu Maillol, París
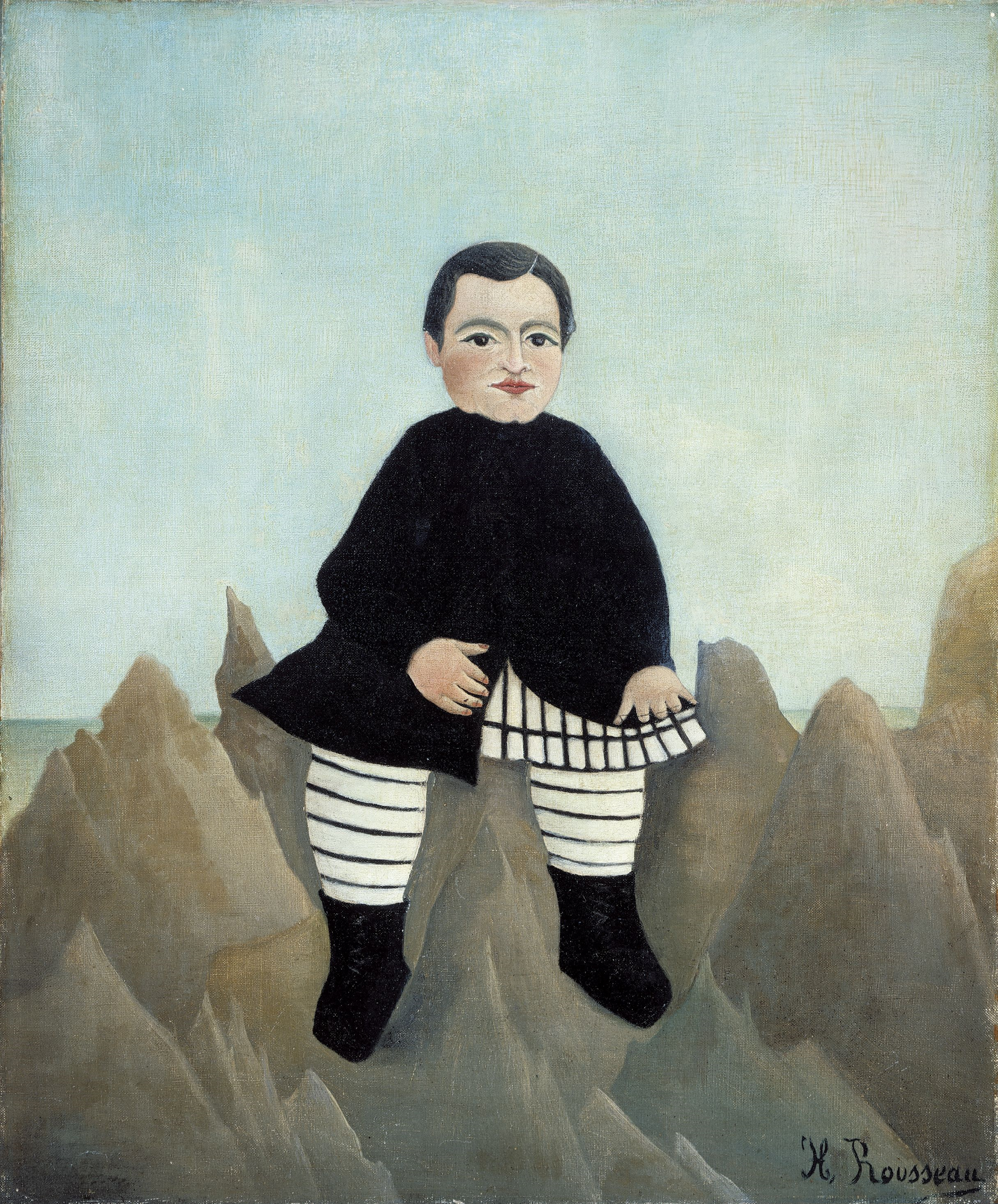
Boy on the Rocks, 1895–1897, National Gallery of Art, Washington, DC
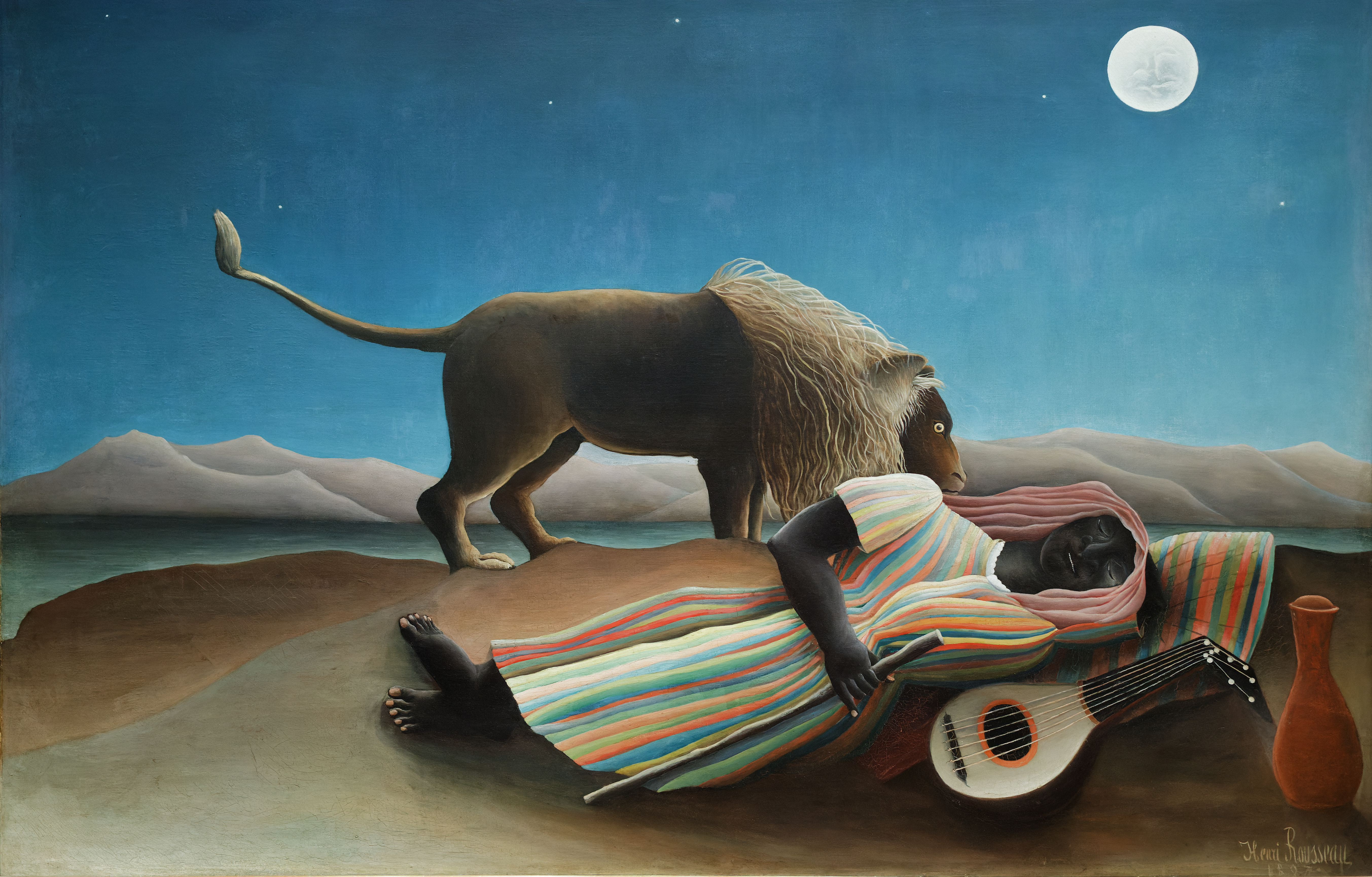
La gitana dormida, 1897, MoMA, Nova York
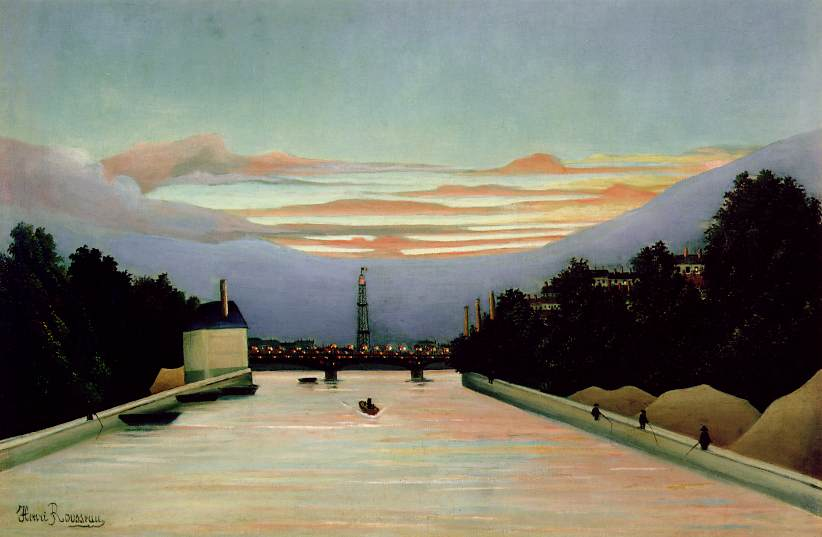
La tour Eiffel peinte par Henri Rousseau, 1898, Museu de Belles Arts de Houston, Houston, Texas
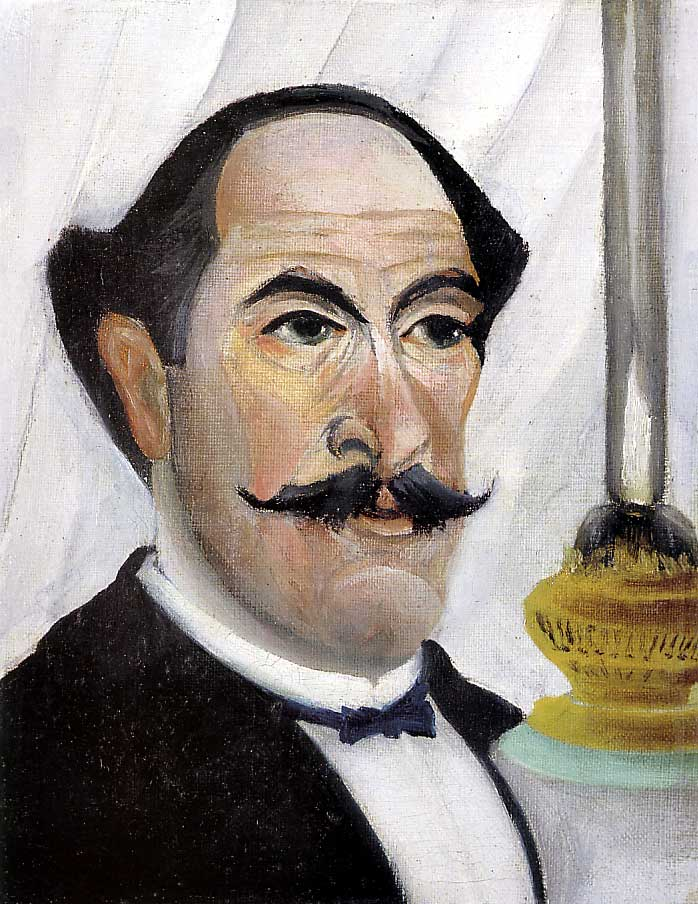
Autoretrat de l'artista amb un llum, 1903
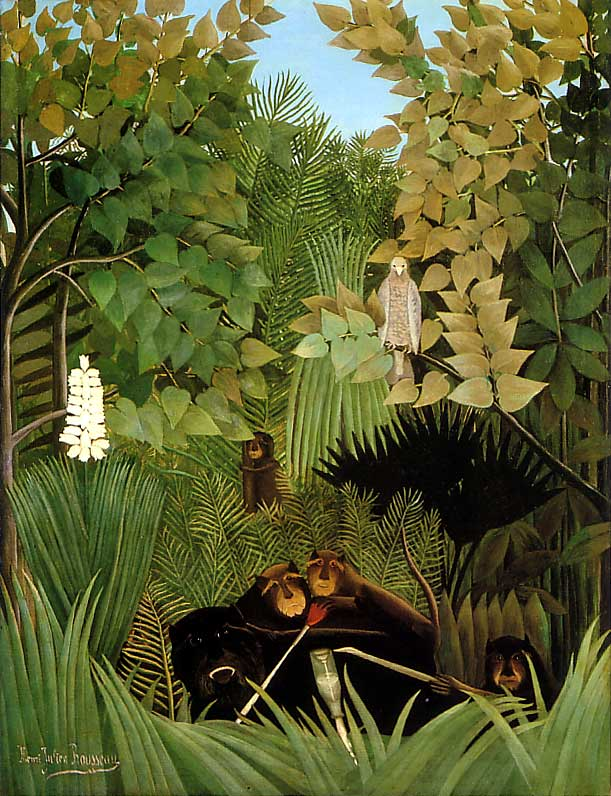
The Merry Jesters, 1906, Museu d'Art de Filadèlfia, Filadèlfia, PA
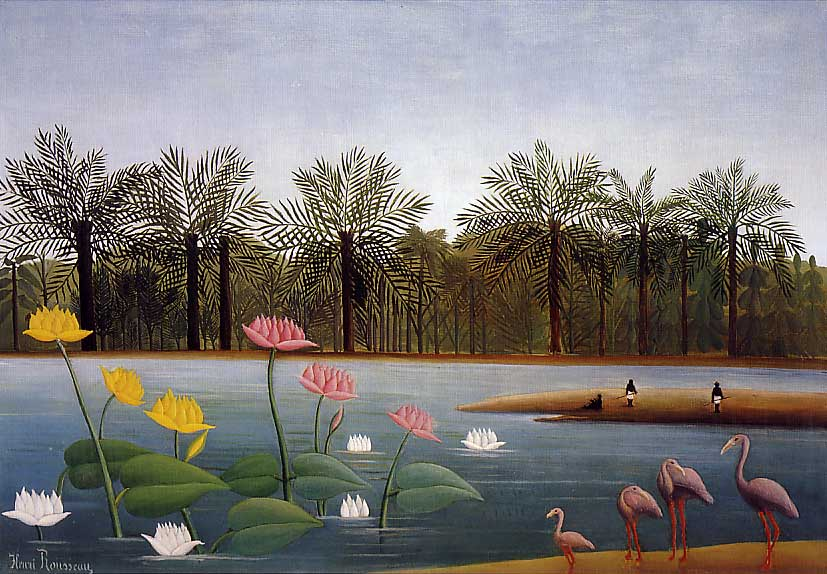
Els flamencs, 1907, Col·lecció particular
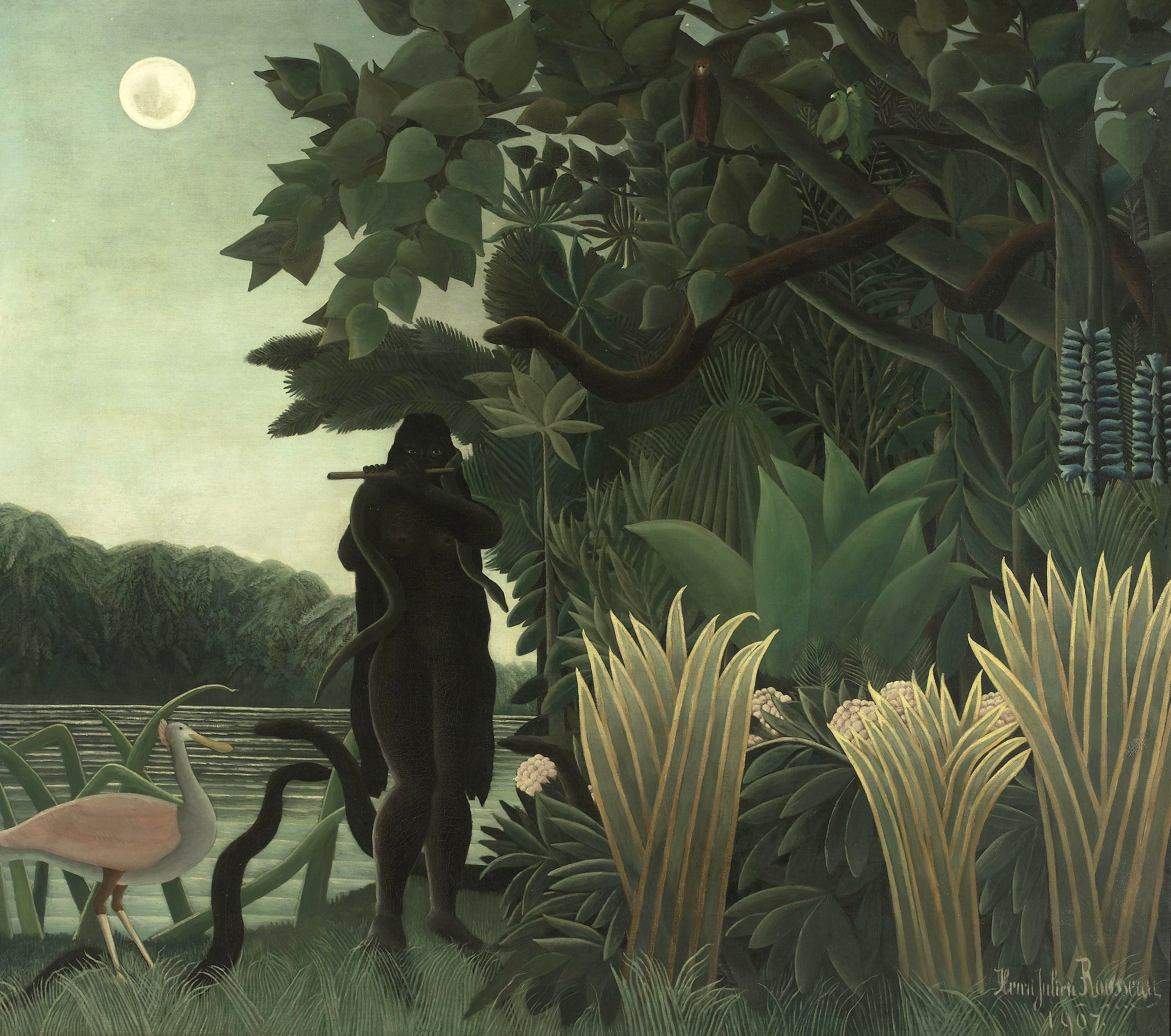
L'encantadora de serps, 1907, Museu d'Orsay, París
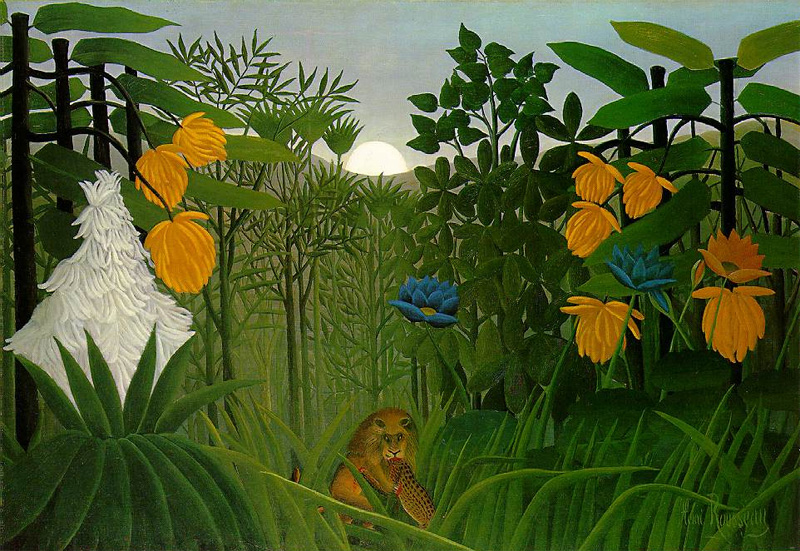
The Repast of the Lion, c.1907, Metropolitan Museum of Art, Nova York
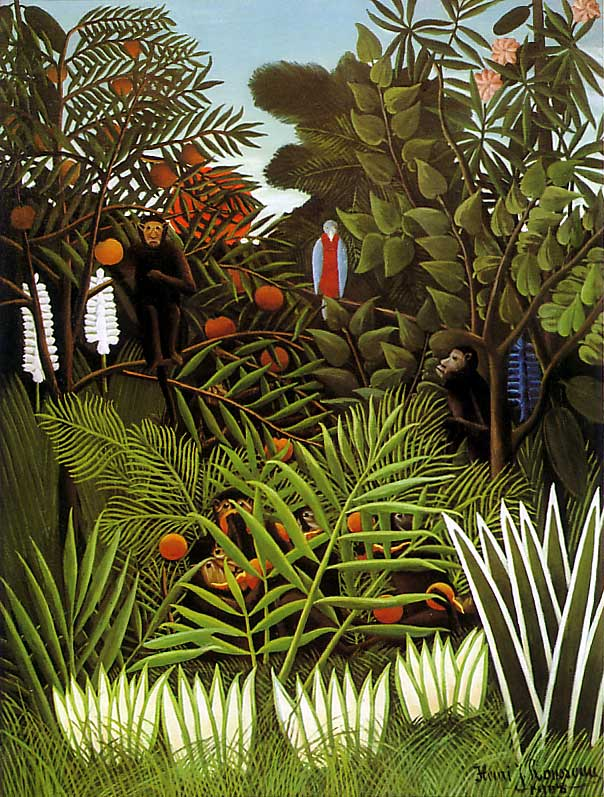
Paisatge exòtic, 1908, Col·lecció particular
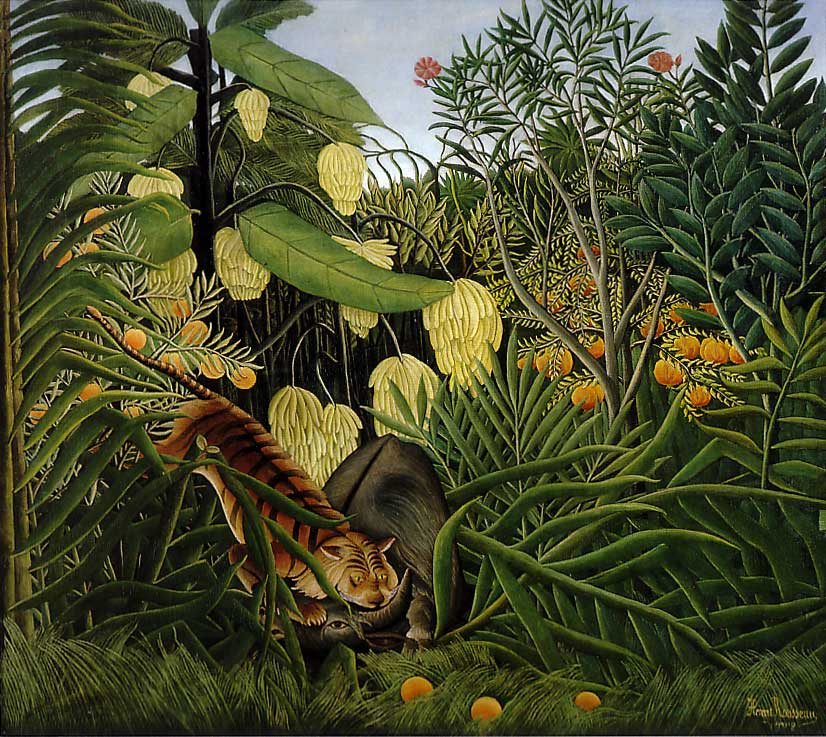
Fight Between a Tiger and a Buffalo, 1908, Museu d'Art de Cleveland, Cleveland, Ohio
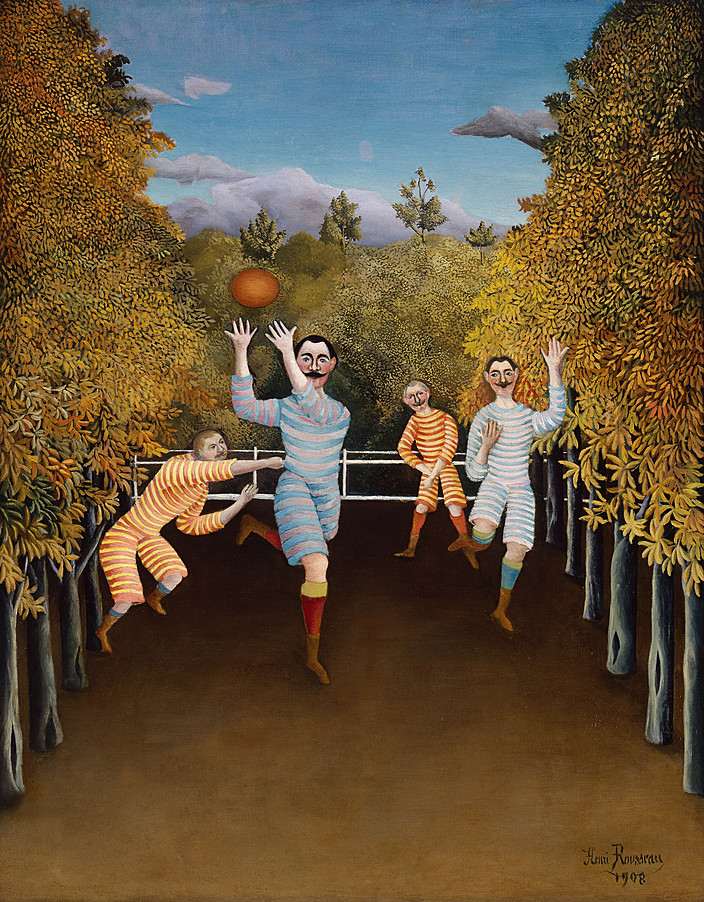
The Football Players, 1908, Solomon R. Guggenheim Museum, Nova York
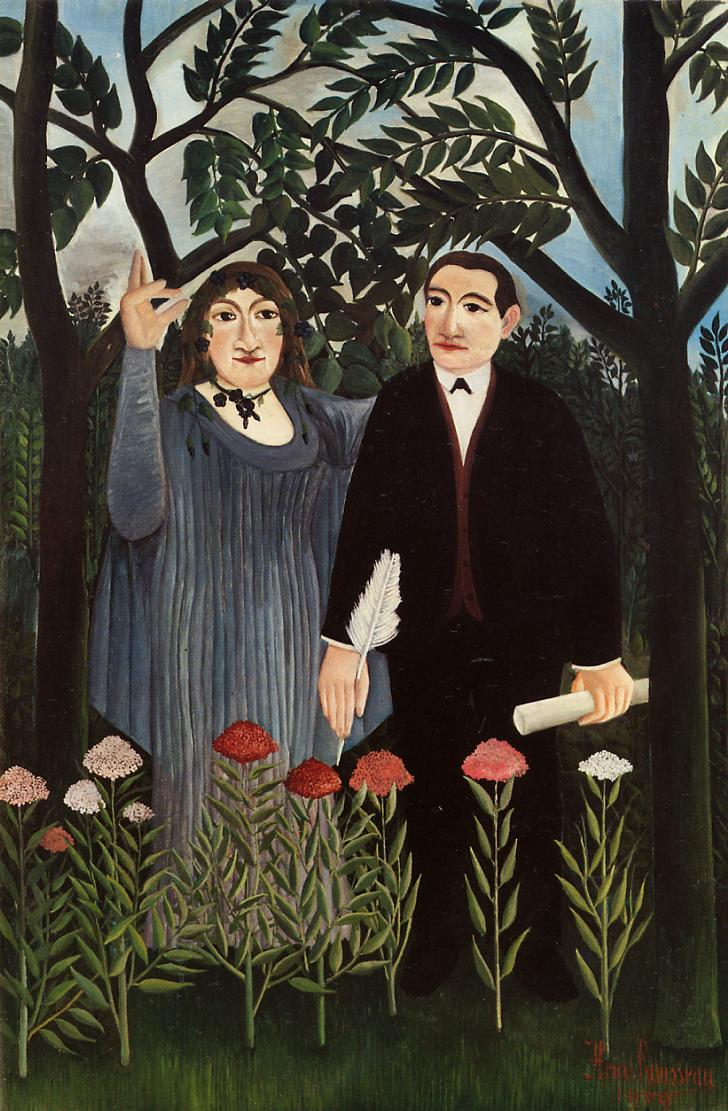
Muse Inspiring the Poet (Retrat de Guillaume Apollinaire i Marie Laurencin), 1909, Museu d'Art de Basilea, Suïssa
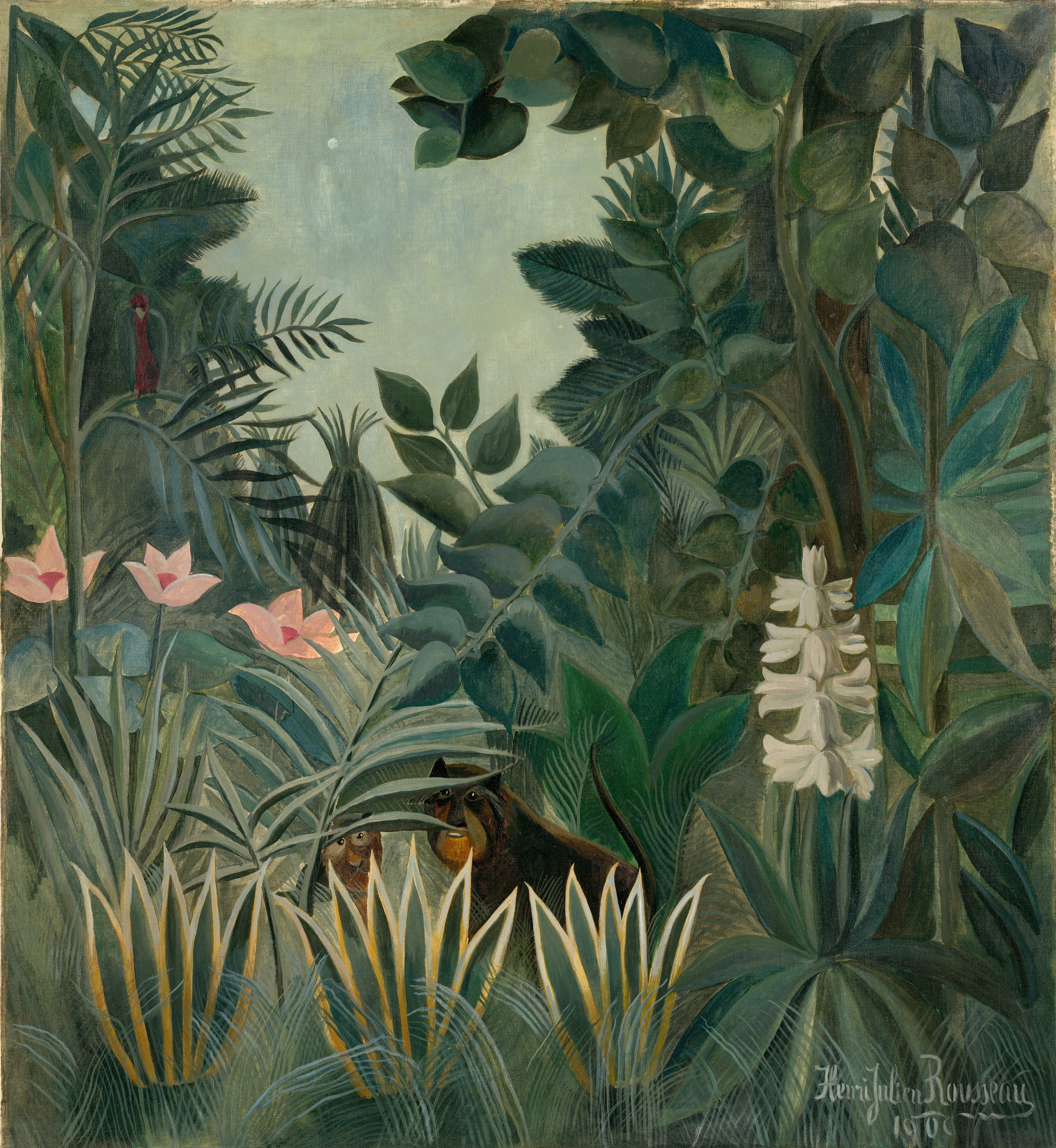
The Equatorial Jungle, 1909, National Gallery of Art, Washington, DC
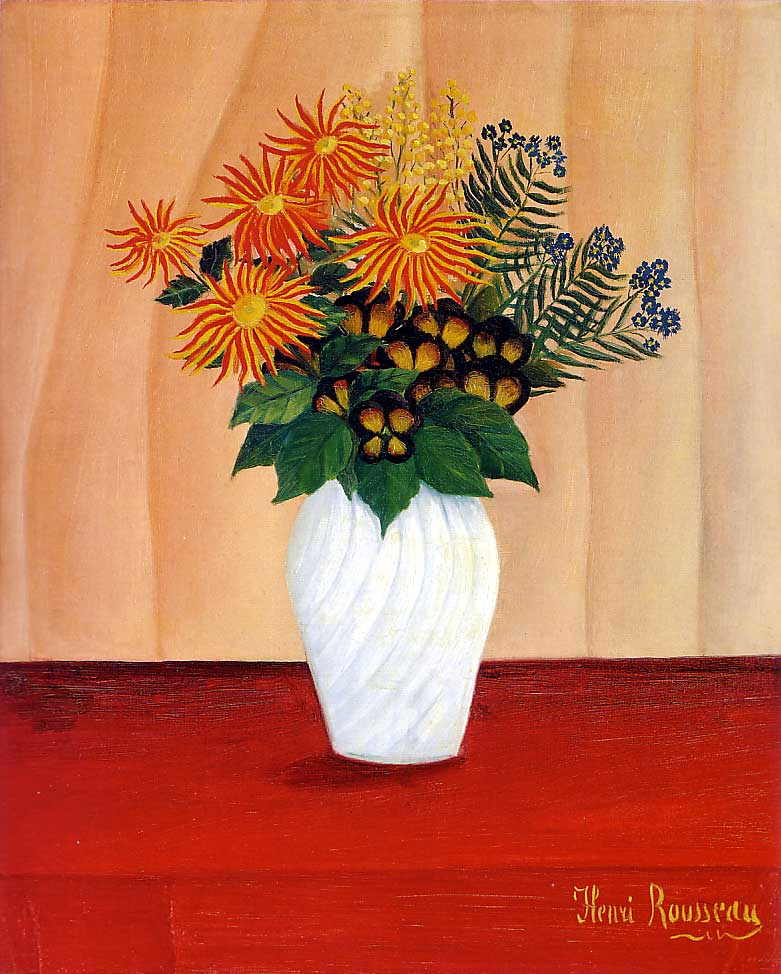
Ram de flors, 1910, Tate Gallery, Londres
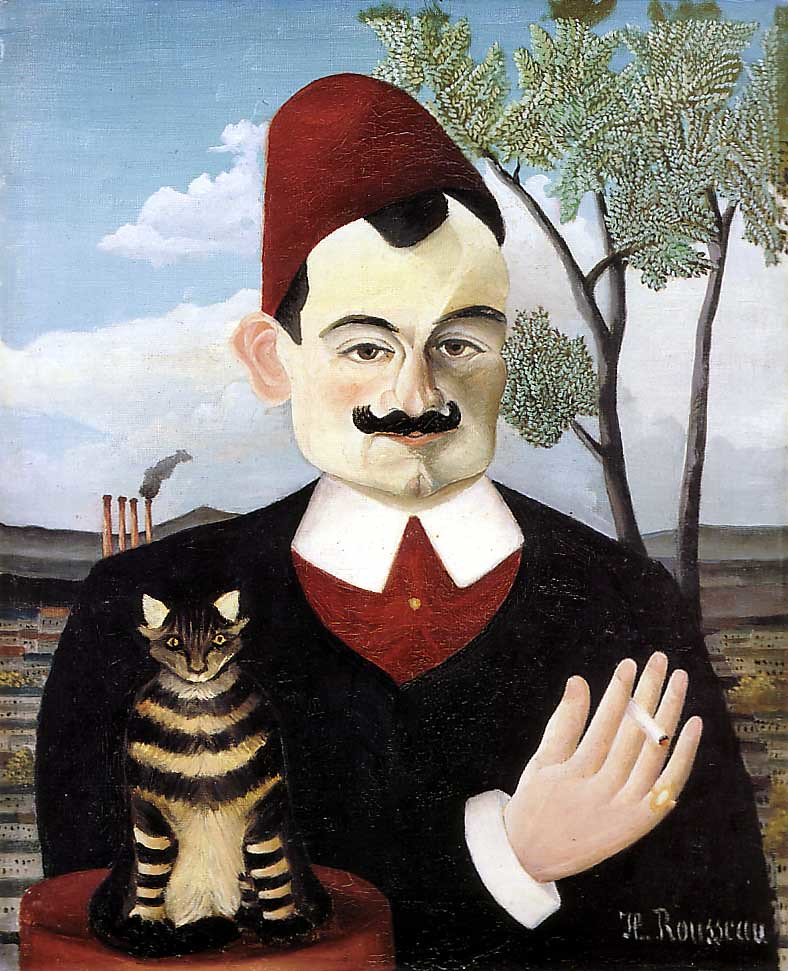
Pierre Loti, 1910, Kunsthaus Zürich, Suïssa